# خالد السالم
المهندس خالد بن محمد بن عبد الرحمن السالم رئيس الهيئة الملكية للجبيل وينبع بمرتبة وزير منذ 29 مايو 2022.

## المؤهلات العلمية
حصل السالم على ماجستير إدارة الأعمال من جامعة ثندربيرد في الولايات المتحدة وبكالوريوس العلوم في الهندسة الكيميائية من جامعة الملك سعود في المملكة العربية السعودية.

## الحياة العملية
يشغل السالم منصب الرئيس التنفيذي للهيئة السعودية للمدن الصناعية ومناطق التقنية «مدن» منذ سبتمبر 2017، وأيضا وكيل وزارة الطاقة والصناعة والثروة المعدنية لشؤون الصناعة (المكلف)، وتولى قبل «مدن» منصب رئيس البرنامج الوطني لتطوير التجمعات الصناعية في أبريل 2015، وكان يشغل في التجمعات الصناعية قبل أن يكون رئيسا لها، منصب نائب الرئيس للصناعات البلاستيكية والتغليف منذ عام 2014م، حيث دعم الصناعات الكيميائية والبلاستيكية التحويلية وقاد إنشاء تجمع لتطوير الصناعات الدوائية في المملكة العربية السعودية.

### المناصب الحالية الأخرى
- رئيس مجلس إدارة الشركة السعودية الاستثمارية لإعادة التدوير (سرك) المملوكة بالكامل لصندوق الاستثمارات العامة.
- عضو مجلس إدارة، المؤسسة العامة للتدريب التقني والمهني.
- عضو مجلس إدارة، المركز السعودي لكفاءة الطاقة.
- رئيس، لجنة الفريق الفني المختص بالسلع بدول مجلس التعاون.
- عضو، اللجنة الوطنية آللية التنمية النظيفة.
- عضو اللجنة اللوجستية، برنامج تطوير الصناعة الوطنية والخدمات اللوجستية.
- عضو، لجنة دراسة أوضاع سكن العمالة الأجنبية.
- عضو، لجنة مراجعة الاجراءات الاحترازية والوقائية.
- عضو مجلس إدارة، المعهد العالي للبلاستيك.
- رئيس تنفيذي، الهيئة السعودية للمدن الصناعية ومناطق التقنية (مدن). من عام 2017م حتى الآن.[3]